# Léon Benouville
François Léon Benouville (30. marts 1821 – 16. februar 1859) var en fransk maler, bror til Jean-Achille Benouville.
Benouville var oprindelig elev af Picot. Han blev uddannet videre i Rom, hvorfra han hjemsendte Kristelige Martyrer i Cirkus(Luxembourg-museet). Hans hovedværker er "Den døende Sankt Franciscus af Assisi" (1853, i Louvre) og "Sankta Klara, der ved sit klosters dør modtager Franciscus lig" (1859, i Chantilly) begge arbejder, der udmærker sig ved deres følsomhed og harmoni. Som portrætmaler har Benouville frembragt et betydeligt arbejde i portrættet af sin hustru med to børn.